# Willie Overtoom
Willie Overtoom, geboren als William Steve Mbonkone-Sebé (Bertoua (Kameroen), 2 september 1986), is een voormalig Nederlands-Kameroens voetballer die bij voorkeur als middenvelder speelt. Overtoom debuteerde in 2012 in het Kameroens voetbalelftal.

## Biografie
Overtoom werd geboren in Kameroen. De relatie tussen zijn moeder en zijn biologische vader was voor zijn geboorte reeds verbroken. Hij had oorspronkelijk de achternaam van zijn moeder, maar nadat deze trouwde met een Nederlandse man nam hij de achternaam van zijn stiefvader aan.
Op driejarige leeftijd verhuisde Overtoom naar Obdam in Nederland. Hij begon zijn voetballoopbaan bij de amateurclub Victoria O en maakte op 13-jarige leeftijd de overstap naar de jeugdopleiding van AZ. Hij speelde in het Nederlands elftal onder 16, onder 17, onder 18 en onder 19 en maakte in het seizoen 2005/2006 deel uit van het Olympisch Elftal.
In het seizoen 2006/2007 werd Overtoom door AZ verhuurd aan Telstar, waar hij zijn debuut maakte in de Eerste divisie. Hier speelde hij negen wedstrijden. Zijn contract met AZ werd echter niet verlengd en in het seizoen 2007/2008 kwam Overtoom uit voor de Hoornse hoofdklasser Hollandia. Het jaar erop tekende hij een contract bij Heracles Almelo, waar hij uitgroeide tot vaste waarde voor het elftal.
Op 14 november 2011 maakte Overtoom bekend te willen uitkomen voor het nationale elftal van Kameroen, na een uitnodiging van de Kameroense voetbalbond. Op vrijdag 4 mei 2012 werd bekend dat Willie Overtoom officieel voor Kameroen mag uitkomen. De middenvelder van Heracles Almelo meldde op zijn twitteraccount dat hij groen licht van de wereldvoetbalbond FIFA had gekregen. Hij zou op 26 mei 2012 zijn debuut maken voor het Kameroens voetbalelftal tijdens een interlandwedstrijd tegen Guinee.
Op 23 januari 2013 werd bekend dat Overtoom naar AZ zou overstappen, de club waarvoor hij al in de jeugd actief was. Zijn contract bij Heracles liep nog maar een half jaar door. Hij zou met rugnummer 10 gaan spelen, dat vrij kwam nadat AZ middenvelder Erik Falkenburg voor een half jaar aan N.E.C. verhuurde.
Overtoom bleef anderhalf seizoen bij AZ, maar wist in zijn tweede periode bij de club nooit een vaste basisplaats te bemachtigen. Toen tijdens de voorbereiding op seizoen 2014/2015 duidelijk werd dat hij niet in de plannen van nieuwe hoofdcoach Marco van Basten voorkwam, werd hij op de transferlijst geplaatst. Eind augustus werd zijn contract ontbonden. Een dag later tekende hij een contract bij SV Zulte Waregem. Hoewel zijn overeenkomst hier een jaar liep, werd ook deze zes maanden later ivm een conflict met coach Dury ontbonden. Overtoom verliet de club in de winterstop, nadat hij daar zes wedstrijden voor speelde..
In de periode daarna werd Overtoom in verband gebracht met verschillende clubs, zoals Inter Baku, Willem II, Go Ahead Eagles, en Cambuur, maar tot een contract kwam het bij geen van die clubs. Op 31 januari 2016 tekende Overtoom een contract voor zes maanden bij Al-Shamal, een club uit Qatar. Overtoom besloot zijn contract in Qatar niet te verlengen en keerde in de loop van 2016 terug naar Nederland. Op 12 december meldde Go Ahead Eagles dat Overtoom een dag later als proefspeler mee zou trainen met de eerste selectie van trainer Hans de Koning. Hier kreeg hij echter geen contract aangeboden. In november 2018 maakte hij bekend om per direct te stoppen met voetballen, hij gaat zich bezighouden met vastgoedprojecten.

## Carrièrestatistieken
| Seizoen         | Club             | Competitie      | Competitie | Competitie | Beker | Beker | Internationaal | Internationaal | Overig | Overig | Totaal | Totaal |
| Seizoen         | Club             | Competitie      | Wed.       | Dlp.       | Wed.  | Dlp.  | Wed.           | Dlp.           | Wed.   | Dlp.   | Wed.   | Dlp.   |
| --------------- | ---------------- | --------------- | ---------- | ---------- | ----- | ----- | -------------- | -------------- | ------ | ------ | ------ | ------ |
| 2006/07         | Telstar          | Eerste divisie  | 9          | 0          | 0     | 0     | –              | –              | 0      | 0      | 9      | 0      |
| 2007/08         | Hollandia        | Hoofdklasse     | –          | –          | –     | –     | –              | –              | –      | –      | –      | –      |
| 2008/09         | Heracles Almelo  | Eredivisie      | 27         | 3          | 1     | 0     | –              | –              | 0      | 0      | 28     | 3      |
| 2009/10         | Heracles Almelo  | Eredivisie      | 33         | 8          | 3     | 0     | –              | –              | 2      | 0      | 38     | 8      |
| 2010/11         | Heracles Almelo  | Eredivisie      | 34         | 15         | 2     | 2     | –              | –              | 1      | 0      | 37     | 17     |
| 2011/12         | Heracles Almelo  | Eredivisie      | 31         | 9          | 6     | 1     | –              | –              | 0      | 0      | 37     | 10     |
| 2012/13         | Heracles Almelo  | Eredivisie      | 18         | 5          | 3     | 1     | –              | –              | 0      | 0      | 21     | 6      |
| 2012/13         | AZ               | Eredivisie      | 9          | 1          | 2     | 0     | 0              | 0              | 0      | 0      | 11     | 1      |
| 2013/14         | AZ               | Eredivisie      | 8          | 0          | 2     | 0     | 4              | 0              | 2      | 0      | 16     | 0      |
| 2014/15         | SV Zulte Waregem | Eerste klasse   | 5          | 0          | 1     | 0     | 0              | 0              | 0      | 0      | 6      | 0      |
| Carrière totaal | Carrière totaal  | Carrière totaal | 170        | 41         | 20    | 4     | 4              | 0              | 5      | 0      | 238    | 45     |

Bijgewerkt op 16 januari 2015.

## Interlandcarrière
Op 26 mei 2012 debuteerde Overtoom voor Kameroen in een vriendschappelijke wedstrijd tegen Guinee (2 – 1 winst).
| Interlands van Willie Overtoom voor Kameroen | Interlands van Willie Overtoom voor Kameroen | Interlands van Willie Overtoom voor Kameroen | Interlands van Willie Overtoom voor Kameroen | Interlands van Willie Overtoom voor Kameroen | Interlands van Willie Overtoom voor Kameroen |
| №                                            | Datum                                        | Wedstrijd                                    | Uitslag                                      | Soort Wedstrijd                              | Doelpunten                                   |
| Als speler bij Heracles Almelo               | Als speler bij Heracles Almelo               | Als speler bij Heracles Almelo               | Als speler bij Heracles Almelo               | Als speler bij Heracles Almelo               | Als speler bij Heracles Almelo               |
| -------------------------------------------- | -------------------------------------------- | -------------------------------------------- | -------------------------------------------- | -------------------------------------------- | -------------------------------------------- |
| 1.                                           | 26 mei 2012                                  | Guinee – Kameroen                            | 1 – 2                                        | Vriendschappelijk                            | 0                                            |
| 2.                                           | 16 juni 2012                                 | Kameroen – Guinee-Bissau                     | 1 – 0                                        | Afrika Cup 2013 kwalificatie                 | 0                                            |
| Als speler bij AZ                            |                                              |                                              |                                              |                                              |                                              |
| 3.                                           | 2 juni 2013                                  | Oekraïne – Kameroen                          | 0 – 0                                        | Vriendschappelijk                            | 0                                            |

## Erelijst
| KNVB beker | 1x | 2012/13 |

## Privé
Overtoom heeft een relatie. In 2010 werd hij vader van een dochter en in 2012 van een zoon. En in mei 2016 kreeg hij een tweeling, 2 jongens. 

## Trivia
- Overtoom was te zien in een reclame voor Nivea Q10-gezichtscrème.
- Overtoom is de broer van Franca Overtoom. Zij is de eerste vrouwelijke assistent-scheidsrechter op de hoogste profniveau. Ze maakte haar debuut in de Eredivisie op 21 november 2021 tijdens de wedstrijd Go Ahead Eagles tegen FC Groningen, in de Adelaarshorst in Deventer.